# 메카마토
「메카 아마토」 (원제: Mechamato)는 2021년 12월 4일부터 카툰네트워크에서 방송되고 있는 몬스터 제작
동남아 지역에서 팬덤이 많은 애니메이션 중 하나. 매직키드 보보와 동일 세계관으로 매직키드 보보에 등장하는 주인공의 아버지가 주인공으로 등장하는 프리퀄 시리즈에 해당된다.
주인공인 아마토가 우주에서 온 로봇인 메카봇과 함께 사건사고를 일으키는 우주 로봇들을 잡으며 평화로운 일상을 지켜나가는 이야기.

### 개요
동남아 지역에서 팬덤이 많은 애니메이션 중 하나. 매직키드 보보와 동일 세계관으로 매직키드 보보에 등장하는 주인공의 아버지가 주인공으로 등장하는 프리퀄 시리즈에 해당된다.
주인공인 아마토가 우주에서 온 로봇인 메카봇과 함께 사건사고를 일으키는 우주 로봇들을 잡으며 평화로운 일상을 지켜나가는 이야기.

## 등장 인물
아마토 (Amato)
성우는 아르망 에즈라 (심규혁)
본작의 주인공. 말보다 행동에 천방지축 소년이지만, 메카봇과 함께 싸울 때는 그 누구보다 용감하게 나선다.
메카봇 (Mechabot)
성우는 아즐란 나지르 (민승우)
우주에서 온 로봇으로 주변의 물체와 합체하는 '메카나이즈'란 기술을 가지고 있다.

## 방영 목록
| 화수 | 제목                                                  | 말레이시아 방송일 | 한국 방송일      |
| 1장  | 1장                                                   | 1장               | 1장              |
| ---- | ----------------------------------------------------- | ----------------- | ---------------- |
| 1화  | 콘트롤 불가 'Out of Cone-trol'                        | 2021년 12월 4일   | 2021년 12월 11일 |
| 2화  | 으슬으슬 대왕 'King of the Chill'                     | 2021년 12월 5일   | 2021년 12월 18일 |
| 3화  | 루비카 방어 체계 'Rubika Defense System'              | 2021년 12월 11일  | 2021년 12월 26일 |
| 4화  | 미로 챌린지 'Amazeey's Labyrinth Challenge'           | 2021년 12월 12일  | 2022년 1월 1일   |
| 5화  | 청소 로봇한테 까불지마 'Don't Mess With the Janitoor' | 2021년 12월 18일  | 2022년 1월 8일   |
| 6화  | SNS 닌자 'Social Media Ninja'                         | 2021년 12월 19일  | 2022년 1월 15일  |
| 7화  | 미술품 도둑 'The Art Thief'                           | 2021년 12월 25일  | 2022년 1월 15일  |
| 8화  | 음치 노래방 'Off-key Karaoke'                         | 2021년 12월 26일  | 2022년 1월 22일  |
| 9화  | 레트로 테크 'Retro Tech'                              | 2022년 2월 12일   | 2022년 3월 5일   |
| 10화 | 방화범 The Arsonist                                   | 2022년 2월 13일   | 2022년 3월 12일  |
| 11화 | 눈꼴사나운 승자 'Block World'                         | 2022년 2월 19일   | 2022년 3월 19일  |
| 12화 | 블록으로 이뤄진 세계 'A Sore Winner'                  | 2022년 2월 20일   | 2022년 3월 26일  |
| 13화 | 스모라이의 전설 'The Legend of Sumorai'               | 2022년 2월 26일   | 2022년 4월 2일   |
| 2장  |                                                       |                   |                  |